# Trail of an Artist-Naturalist: The Autobiography of Ernest Thompson Seton

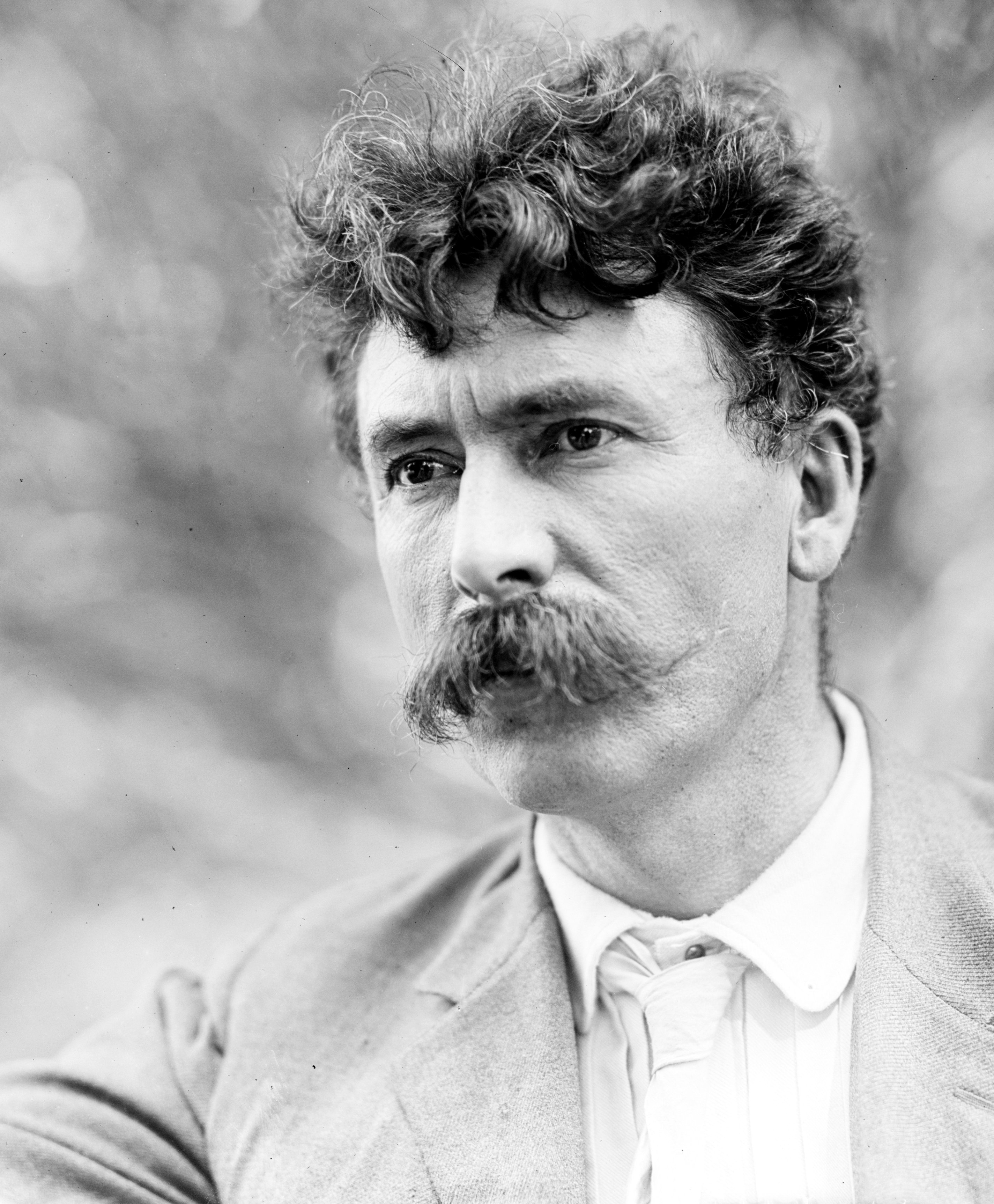
Ernest Thompson Seton, fundador do primeiro clube de escoteiros chamado Woodcraft Indians, em 1902, e um dos fundadores dos Boy Scouts of America (BSA), em 1910, junto com Robert Baden-Powell e Daniel Carter Beard.

Trail of an Artist-Naturalist: The Autobiography of Ernest Thompson Seton é uma obra autobiográfica do renomado naturalista, escritor e artista estadunidense Ernest Thompson Seton. Lançado em 1940, o livro apresenta uma narrativa envolvente e minuciosa da trajetória de Seton, desde sua infância até sua atuação como artista-naturalista e conservacionista.
Nascido em 1860 em South Shields, Inglaterra, Seton mudou-se para o Canadá com sua família quando tinha seis anos. Desde cedo, ele demonstrou um grande interesse pela natureza, e dedicou-se a explorar a vida selvagem do Canadá e dos Estados Unidos. Seton também possuía um talento artístico, e começou a retratar a vida selvagem que ele observava em seus desenhos e pinturas.
Ao longo de sua juventude, Seton enfrentou dificuldades para conciliar sua paixão pela arte e pela natureza com as expectativas da sociedade em relação a um jovem de classe alta. No entanto, ele optou por se afastar da vida urbana e se aventurar pelo mundo natural. Durante suas viagens, ele também passou a estudar e escrever sobre a vida selvagem, publicando diversos livros e artigos que contribuíram para a conscientização sobre a conservação da natureza."
Trail of an Artist-Naturalist é uma obra autobiográfica que revela as vivências de Seton como artista-naturalista e conservacionista. O livro abrange sua vida desde sua infância até seus últimos anos, englobando suas viagens pela América do Norte e Europa, sua luta para proteger a vida selvagem e a natureza, e suas amizades com outros renomados artistas e naturalistas, como John Muir e Theodore Roosevelt.
O livro também contém várias das ilustrações de Seton, que se destacam pela sua beleza e rigor científico. As imagens de Seton são muito admiradas pelos naturalistas e artistas até os dias atuais, e são frequentemente utilizadas em livros e exposições de arte.